# キム・ドングン
キム・ドングン（金東根、김동근、1990年1月4日-）は、韓国の人権活動家、男性主義の活動家である。2011年以来、男性連帯の広報係代理、広報係長、企画係長などを歴任した。2013年7月成在基自殺した後、男性連帯の混乱を収拾し、2013年9月男性連帯の緊急対策委員の一人となった。以来、男性の連帯スポークスマンは、2013年11月13日キム・インソクと一緒に男性連帯の第3代代表（共同）に選出された。2013年11月独身ダディおかず支援事業を繰り広げ、12月からは、女性部廃止運動を推進した。2014年2月3日にはソウルで女性部の廃止を主張する一人デモをした。2014年3月11日キム・インソクの辞退で第4代の単独代表に選出された。